# Whole Lot of Leavin'
Whole Lot of Leavin' is een nummer van de Amerikaanse rockband Bon Jovi uit 2008. Het is de vierde en laatste single van hun tiende studioalbum Lost Highway.
Het nummer gaat over de moeilijke tijden waarin Bon Jovi-gitarist Richie Sambora zich rond het uitbrengen van het album "Lost Highway" bevond. Sambora scheidde namelijk van zijn vrouw Heather Locklear, terwijl zijn vader een maand later stierf na een lange strijd met kanker. Daarnaast leed Sambora aan een alcoholverslaving. Bon Jovi-zanger Jon Bon Jovi had het enorm te doen met Sambora, en schreef daarom "Whole Lot of Leavin'" voor hem. "Je ziet hoe je beste vriend deze hel moet doorstaan, zijn emoties waren terecht", zei Jon. Het nummer werd alleen in Europa op single uitgebracht, en wist enkel in Duitsland en Oostenrijk de hitlijsten te behalen.